# Freemasons
Freemasons sont un groupe house, originaire de Brighton, en Angleterre. Leur nom provient d'un pub qu'ils visitaient fréquemment. Le groupe est constitué des producteurs Russell Small (Phats & Small) et James Wiltshire.

## Biographie
Freemasons signifie Francs-maçons en anglais.

Les Freemasons se sont fait connaître par leurs nombreux titres plus ou moins connus remix notamment les versions remixées de titre de Beyoncé Knowles (Ring The Alarm, Green Light, Beautiful Liar, Déjà vu).
Leur chanson Love on My Mind qui atteint la 11e place des charts en Angleterre.
2007 est l'année de la consécration pour Freemasons comme producteurs avec Uninvited (8e des charts en Grande-Bretagne, 2e en Belgique et 11e en France) et Rain Down Love.
Leur dernier single, Heartbreak (Make Me A Dancer), feat. Sophie Ellis-Bextor, est sorti le 15 juin 2009. Deux semaines plus tard, le 29 juin, ils sortent un nouvel album Shakedown 2. Heartbreak (Make Me A Dancer) atteint la 13e place des charts anglais et s'y installe durablement : début août, elle entame sa 8e semaine dans le top40.
Les Freemasons sont très populaires dans leur pays d'origine l'Angleterre se classant systématiquement dans le top40 à chaque sortie single.
Les membres du groupe Freemasons sont relativement discrets : dans les 8 clips sortis à ce jour, ils ne sont apparus aucune fois.

## Discographie

### Albums Studio
| Année | Information | Meilleurs positions            | Meilleurs positions         |
| Année | Information | Royaume-Uni Compilations Chart | Irlande Top 30 Compilations |
| ----- | --- | ------------------------------ | --------------------------- |
| 2007  | Shakedown - 1er album studio - Date de sortie : 22 janvier 2007 - Formats: 2 CD, Téléchargement Digital - Label: Loaded Records | -                              | -                           |
| 2007  | Unmixed - 2e album studio - Date de sortie : 29 octobre 2007 - Formats: 2 CD, téléchargement digital - Label: Loaded Records    | 58                             | -                           |
| 2009  | Shakedown 2 - 3e album studio - Date de sortie : 29 juin 2009 - Formats: 2 CD, téléchargement digital - Label: Loaded Records   | 17                             | 39                          |

### Singles
| Année | Single                                                   | Meilleur positions | Meilleur positions | Meilleur positions | Meilleur positions | Meilleur positions | Meilleur positions | Meilleur positions | Meilleur positions | Album                    |
| Année | Single                                                   | Royaume-Uni        | Australie          | Belgique           | Bulgarie           | Finlande           | France             | Irlande            | Pays-Bas           | Album                    |
| ----- | -------------------------------------------------------- | ------------------ | ------------------ | ------------------ | ------------------ | ------------------ | ------------------ | ------------------ | ------------------ | ------------------------ |
| 2005  | Love on My Mind (avec Amanda Wilson) †                   | 11                 | 46                 | 27                 | —                  | —                  | 70                 | 38                 | 26                 | Unmixed                  |
| 2006  | Watchin' (avec Amanda Wilson) †                          | 19                 | —                  | 34                 | —                  | 5                  | —                  | 49                 | 29                 | Unmixed                  |
| 2007  | Rain Down Love (avec Siedah Garrett) †                   | 12                 | —                  | 20                 | 17                 | 8                  | —                  | —                  | —                  | Unmixed                  |
| 2007  | Nothing but a Heartache (avec Sylvia Mason-James) †      | —                  | —                  | —                  | 18                 | —                  | —                  | —                  | —                  | Unmixed                  |
| 2007  | Uninvited (avec Bailey Tzuke)                            | 8                  | —                  | 2                  | 7                  | —                  | 11                 | 50                 | 4                  | Unmixed                  |
| 2008  | When You Touch Me (avec Katherine Ellis) †               | 23                 | —                  | 28                 | —                  | —                  | —                  | —                  | 30                 | Unmixed                  |
| 2009  | If" (avec Hazel Fernandes)                               | —                  | —                  | —                  | 15                 | —                  | —                  | —                  | —                  | Unmixed                  |
| 2009  | Heartbreak (Make Me a Dancer) (avec Sophie Ellis-Bextor) | 13                 | 51                 | —                  | 9                  | 19                 | 44                 | 38                 | 85                 | Shakedown 2              |
| 2010  | Believer (Summer of Pride Mix) (avec Wynter Gordon)      | 113                | —                  | —                  | —                  | —                  | —                  | —                  | —                  | Summer of Pride Mix (EP) |
| 2010  | Believer (avec Wynter Gordon)                            | -                  | —                  | —                  | —                  | —                  | —                  | —                  | —                  | TBA                      |

- † Single également inclus dans l'album Shakedown.

### Remixes
| - "Mesmerized" - Faith Evans - "I Just Can't Get Enough" (featuring Abigail Bailey) - Herd & Fitz - "Zap Me Lovely (The Nokia Song)" - Trick - "Lovin' You More" (featuring Steve Smith) - Steve Mac vs. Mosquito - "I See Girls" - Studio B - "C'mon, Get It On" - Studio B - "Movin' Into Light" - Black Fras - "Suntan" (featuring Tia) - The Beach - "I Wasn't Kidding" - Angie Stone - "Déjà Vu" - Beyoncé Knowles - "Ring the Alarm" - Beyoncé - "Right Here, Right Now" - Fatboy Slim - "Love Sensation" - Loleatta Holloway - "Shine" - Luther Vandross - "Most Precious Love" - Blaze (ft. Barbara Tucker) - "Moving too Fast" - Supafly Inc. - "Turn Me On" - Dirty Old Ann - "In My Mind" - Heather Headley - "(Don't) Give Hate a Chance" - Jamiroquai - "Give Me the Night" - Xavier - Take Me 2 the Sun - Disco Freaks - Beautiful Liar - Beyoncé & Shakira - Green Light - Beyoncé - Sexual Healing (ft. Marvin Gaye) - Rockefeller vs. Alibi - Work - Kelly Rowland | - "Disco's Revenge" (featuring Amanda Wilson) - Gusto - "The One" - Kylie Minogue - "I Decided" - Solange Knowles - "Sandcastle Disco" - Solange Knowles - "Disco Lies" - Moby - "Pjanoo" - Eric Prydz - "Keep This Fire Burning" (featuring Amanda Wilson - The Outsiders - "Love Is The Answer" (featuring Peyton) - Funk Fanatics - "Million Dollar Bill" - Whitney Houston - "Gypsy" & "Gitana" - Shakira - "Waka Waka (This Time for Africa)" - Shakira - "Loca" (ft. Dizzee Rascal) - Shakira - "Good Girl" - Alexis Jordan - "Finish Line" - Yasmin - "Light Up (The World) [feat. Shy FX & Ms Dynamite]" - Yasmin - "Still Cryin' (feat. Taio Cruz) - Nightcrawlers - "Only Girl (In the World) - Rihanna - "Better Than Love" - Hurts - "Heaven" - Depeche Mode |  |